# Michael Abney-Hastings, XIV conte di Loudoun
Michael Edward Abney-Hastings, XIV conte di Loudon, nato Michael Edward Lord (Sussex, 22 luglio 1942 – Jerilderie, 30 giugno 2012) è stato un nobile britannico naturalizzato australiano, diventato noto grazie al documentario Britain's Real Monarch, nel quale sosteneva di essere il legittimo monarca del Regno Unito invece della regina Elisabetta II.
Dal febbraio 1960 al novembre 2002 portò il titolo di cortesia di Lord Mauchline.

## Biografia
Abney-Hastings nacque nel Sussex, in Inghilterra, dal capitano Walter Strickland Lord e da Barbara Abney-Hastings, XIII contessa di Loudoun, e in seguito visse ad Ashby-de-la-Zouch nel Leicestershire. Da giovane studiò all'Ampleforth College nel North Yorkshire, prima di trasferirsi in Australia all'età di 18 anni, dove divenne un produttore di riso.

## Rivendicazione al trono d'Inghilterra
Nel 2004, il documentario britannico Britain's Real Monarch, trasmesso su Channel 4 nel Regno Unito, ribadì che Abney-Hastings, in quanto discendente diretto di Giorgio Plantageneto, I duca di Clarence, fratello minore del re Edoardo IV d'Inghilterra era  re legittimo d'Inghilterra. Questa rivendicazione era basata su due affermazioni controverse: la prima, che Edoardo IV d'Inghilterra era illegittimo, basata sull'accusa che il suo presunto padre, Riccardo Plantageneto, III duca di York, era assente nel momento in cui si pensa che Edoardo sia stato concepito, e la seconda, che la corona dei Plantageneti avrebbe dovuto discendere per primogenitura cognitiva di preferenza maschile invece che di primogenitura e conquiste agnatizie. Inoltre, Enrico VI aveva posto un'attenzione su Edoardo dopo essere stato restaurato sul trono e dopo aver nominato Giorgio, Duca di Clarence, come erede al trono dopo di se e della sua prole legittima.

## Vita privata
Abney-Hastings era un repubblicano impegnato e non aveva espresso alcun interesse nel perseguire la sua rivendicazione al trono, sebbene ne fosse divertito, e si astenne dall'usare pubblicamente il suo titolo.
Ebbe due figli e tre figlie con sua moglie, Noelene Margaret (nata McCormick, sposata nel 1969). Il figlio maggiore, Simon, portò il titolo di cortesia di Lord Mauchline fino alla morte del padre, il 30 giugno 2012. Fino alla sua morte, il 14º conte era uno dei sette coeredi della baronia di Gray de Ruthyn.

### Figli
- Lady Amanda Louise Abney-Hastings (nata nel 1969)
- Lady Lisa Maree Abney-Hastings (1971-2012)
- Simon Abney-Hastings, XV conte di Loudoun (nato nel 1974)
- Lady Rebecca Lee Abney-Hastings (nata nel 1974)
- L'on. Marcus William Abney-Hastings (nato nel 1981)

Abney-Hastings fu consigliere dello Jerilderieshire, eletto per due volte nel 2004 e nel 2008.

## Ascendenza
|                                                  |                  |                                           | Genitori                                         |  |  | Nonni |  |  | Bisnonni              |  |  | Trisnonni            |  |
|                                                  |                  |                                           |                                                  |  |  |       |  |  | Frederick Bayley Lord |  |  | Samuel Curlewis Lord |  |
|                                                  |                  |                                           |                                                  |  |  |       |  |  | Frederick Bayley Lord |  |  | Samuel Curlewis Lord |  |
|                                                  |                  | Emily Bayley                              |                                                  |  |  |       |  |  | Frederick Bayley Lord |  |  |                      |  |
| Arthur Francis Lord                              |                  |                                           |                                                  |  |  |       |  |  | Frederick Bayley Lord |  |  |                      |  |
|                                                  |                  | Caroline Annie Ley                        | Arthur Ley                                       |  |  |       |  |  |                       |  |  |                      |  |
|                                                  |                  | Caroline Annie Ley                        | Arthur Ley                                       |  |  |       |  |  |                       |  |  |                      |  |
|                                                  |                  | Caroline Annie Ley                        | Caroline Hardy                                   |  |  |       |  |  |                       |  |  |                      |  |
| Walter Strickland Lord                           |                  | Caroline Annie Ley                        |                                                  |  |  |       |  |  |                       |  |  |                      |  |
|                                                  |                  | Walter Charles Strickland                 | Thomas Strickland                                |  |  |       |  |  |                       |  |  |                      |  |
|                                                  |                  | Walter Charles Strickland                 | Thomas Strickland                                |  |  |       |  |  |                       |  |  |                      |  |
|                                                  |                  | Walter Charles Strickland                 | Gasparine Ursule Ida de Finguerlin de Bischingen |  |  |       |  |  |                       |  |  |                      |  |
| Mary Emma Strickland                             |                  | Walter Charles Strickland                 |                                                  |  |  |       |  |  |                       |  |  |                      |  |
|                                                  |                  | Rosetta Emmeline Medex                    | Calmer Medex                                     |  |  |       |  |  |                       |  |  |                      |  |
|                                                  |                  | Rosetta Emmeline Medex                    | Calmer Medex                                     |  |  |       |  |  |                       |  |  |                      |  |
|                                                  |                  | Rosetta Emmeline Medex                    | Miriam Mary Graham                               |  |  |       |  |  |                       |  |  |                      |  |
| Michael Abney-Hastings, XIV conte di Loudoun     |                  | Rosetta Emmeline Medex                    |                                                  |  |  |       |  |  |                       |  |  |                      |  |
|                                                  | Henry Huddleston | …                                         |                                                  |  |  |       |  |  |                       |  |  |                      |  |
|                                                  | Henry Huddleston | …                                         |                                                  |  |  |       |  |  |                       |  |  |                      |  |
|                                                  | Henry Huddleston | …                                         |                                                  |  |  |       |  |  |                       |  |  |                      |  |
| Reginald Mowbray Chichester Huddleston           | Henry Huddleston |                                           |                                                  |  |  |       |  |  |                       |  |  |                      |  |
|                                                  |                  | Anna Katherina von Guttenberg-Steinhausen | …                                                |  |  |       |  |  |                       |  |  |                      |  |
|                                                  |                  | Anna Katherina von Guttenberg-Steinhausen | …                                                |  |  |       |  |  |                       |  |  |                      |  |
|                                                  |                  | Anna Katherina von Guttenberg-Steinhausen | …                                                |  |  |       |  |  |                       |  |  |                      |  |
| Barbara Abney-Hastings, XIII contessa di Loudoun |                  | Anna Katherina von Guttenberg-Steinhausen |                                                  |  |  |       |  |  |                       |  |  |                      |  |
|                                                  |                  | Paulyn Francis Cuthbert Abney-Hastings    | Charles Abney-Hastings, I barone Donington       |  |  |       |  |  |                       |  |  |                      |  |
|                                                  |                  | Paulyn Francis Cuthbert Abney-Hastings    | Charles Abney-Hastings, I barone Donington       |  |  |       |  |  |                       |  |  |                      |  |
|                                                  |                  | Paulyn Francis Cuthbert Abney-Hastings    | Edith Rawdon-Hastings, X contessa di Loudoun     |  |  |       |  |  |                       |  |  |                      |  |
| Edith Abney-Hastings, XII contessa di Loudoun    |                  | Paulyn Francis Cuthbert Abney-Hastings    |                                                  |  |  |       |  |  |                       |  |  |                      |  |
|                                                  |                  | Maud Grimston                             | James Grimston, II conte di Verulam              |  |  |       |  |  |                       |  |  |                      |  |
|                                                  |                  | Maud Grimston                             | James Grimston, II conte di Verulam              |  |  |       |  |  |                       |  |  |                      |  |
|                                                  |                  | Maud Grimston                             | Elizabeth Joanna Weyland                         |  |  |       |  |  |                       |  |  |                      |  |
|                                                  |                  | Maud Grimston                             |                                                  |  |  |       |  |  |                       |  |  |                      |  |